# Bogak
Bogak is een bestuurslaag in het regentschap Batu Bara van de provincie Noord-Sumatra, Indonesië. Bogak telt 10.459 inwoners (volkstelling 2010).